# Chaînée-des-Coupis
Chaînée-des-Coupis is een gemeente in het Franse departement Jura (regio Bourgogne-Franche-Comté) en telt 151 inwoners (2004). De plaats maakt deel uit van het arrondissement Dole.

## Geografie
De oppervlakte van Chaînée-des-Coupis bedraagt 5,0 km², de bevolkingsdichtheid is 30,2 inwoners per km².

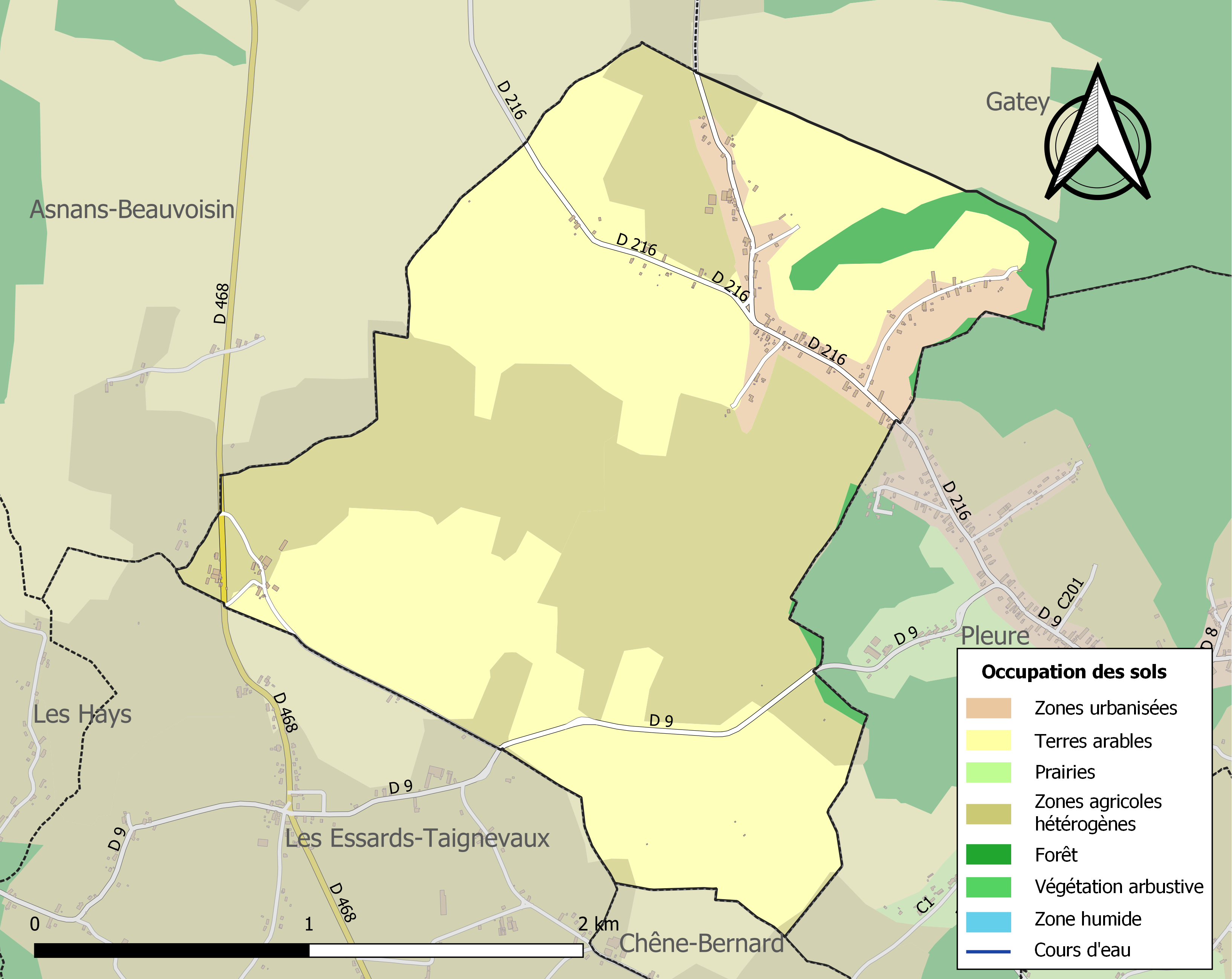
Kaart van de gemeente met de belangrijkste infrastructuur, bodemgebruik en omliggende gemeenten

## Demografie
Onderstaande figuur toont het verloop van het inwonertal (bron: INSEE-tellingen).